# Virginia Slims of Dallas 1974
Il Virginia Slims of Dallas 1974 è stato un torneo di tennis giocato sul sintetico indoor. È stata la 3ª edizione del torneo, che fa parte del Virginia Slims Circuit 1974. Si è giocato a Dallas negli USA dal 5 al 10 marzo 1974.

## Campionesse

### Singolare
Chris Evert ha battuto in finale  Virginia Wade con il punteggio di 7–5, 6–2

### Doppio
María-Isabel Fernández /  Martina Navrátilová hanno battuto in finale  Karen Krantzcke /  Virginia Wade con il punteggio di 6–3, 3–6, 6–3